# Thomas Reinholdt Rasmussen
Thomas Reinholdt Rasmussen (født 29. februar 1972 i Frederikshavn) er en dansk teolog og biskop i Aalborg Stift fra 2021. Han var forinden sognepræst i Sct. Catharinæ Kirke i Hjørring og provst i Hjørring Søndre Provsti. Han blev valgt som biskop i Aalborg Stift pr. 1. december 2021 med indsættelsesceremoni 12. december 2021 i Budolfi Kirke. Han vandt bispevalget i anden valgrunde over sognepræst Annette Bennedsgaard med 52 % af de afgivne stemmer.
Reinholdt er født i Frederikshavn i 1972, og bortset fra studietiden i København har han altid boet i Nordjylland. Han er student fra Frederikshavn Gymnasium fra 1991 og teolog fra Københavns Universitet fra 1999.

## Ansættelser
Reinholdt har været præst i:
- Sognepræst i Elling Pastorat i Frederikshavn Kommune (1999-2007)
- Sognepræst og kirkebogsfører i Tversted pastorat i Hjørring Kommune (2007-2012)
- Sognepræst Sct. Catharinæ Kirke, Hjørring (2012-2021, kirkebogsfører fra 2015)
- Provst i Hjørring Søndre Provsti 2015-2021 og budgetprovst for Hjørring kommune.